# Нємцов Андрій Васильович
Андрій Васильович Нємцов (рос. Андрей Васильевич Немцов; нар. 1894 — пом. 1956) — радянський шаховий композитор. Переможець III Всесоюзної першості у розділі 4-ходівок і багатоходівок. Майстер спорту СРСР з шахової композиції (1954).

## Життєпис
Першу задачу опублікував 1923 року в Петербурзі. З 1937 року жив у Донбасі. Ініціював створення 1926 року в Донецьку відділення Всесоюзного об'єднання любителів шахових задач і етюдів. Після ліквідації Об'єднання й організації Центральної комісії з композиції Андрій Нємцов став головою Донецької обласної комісії з композиції. До 1935 року надрукував тільки кілька творів, більше уваги приділяв практичній грі. Після переїзду до міста Комунарськ серйозно зацікавився шаховою композицією. Вивчав твори чеської школи.
|   | a | b | c | d | e | f | g | h |   |
| 8 | b7 чорний пішак · g7 чорний пішак · b6 білий пішак · g6 білий пішак · d5 білий кінь · f5 білий пішак · a4 чорний пішак · c4 чорний король · e4 чорний пішак · a3 чорний пішак · e3 білий слон · g3 чорний пішак · h3 білий ферзь · a2 білий пішак · b2 чорний пішак · g2 білий пішак · b1 білий король | b7 чорний пішак · g7 чорний пішак · b6 білий пішак · g6 білий пішак · d5 білий кінь · f5 білий пішак · a4 чорний пішак · c4 чорний король · e4 чорний пішак · a3 чорний пішак · e3 білий слон · g3 чорний пішак · h3 білий ферзь · a2 білий пішак · b2 чорний пішак · g2 білий пішак · b1 білий король | b7 чорний пішак · g7 чорний пішак · b6 білий пішак · g6 білий пішак · d5 білий кінь · f5 білий пішак · a4 чорний пішак · c4 чорний король · e4 чорний пішак · a3 чорний пішак · e3 білий слон · g3 чорний пішак · h3 білий ферзь · a2 білий пішак · b2 чорний пішак · g2 білий пішак · b1 білий король | b7 чорний пішак · g7 чорний пішак · b6 білий пішак · g6 білий пішак · d5 білий кінь · f5 білий пішак · a4 чорний пішак · c4 чорний король · e4 чорний пішак · a3 чорний пішак · e3 білий слон · g3 чорний пішак · h3 білий ферзь · a2 білий пішак · b2 чорний пішак · g2 білий пішак · b1 білий король | b7 чорний пішак · g7 чорний пішак · b6 білий пішак · g6 білий пішак · d5 білий кінь · f5 білий пішак · a4 чорний пішак · c4 чорний король · e4 чорний пішак · a3 чорний пішак · e3 білий слон · g3 чорний пішак · h3 білий ферзь · a2 білий пішак · b2 чорний пішак · g2 білий пішак · b1 білий король | b7 чорний пішак · g7 чорний пішак · b6 білий пішак · g6 білий пішак · d5 білий кінь · f5 білий пішак · a4 чорний пішак · c4 чорний король · e4 чорний пішак · a3 чорний пішак · e3 білий слон · g3 чорний пішак · h3 білий ферзь · a2 білий пішак · b2 чорний пішак · g2 білий пішак · b1 білий король | b7 чорний пішак · g7 чорний пішак · b6 білий пішак · g6 білий пішак · d5 білий кінь · f5 білий пішак · a4 чорний пішак · c4 чорний король · e4 чорний пішак · a3 чорний пішак · e3 білий слон · g3 чорний пішак · h3 білий ферзь · a2 білий пішак · b2 чорний пішак · g2 білий пішак · b1 білий король | b7 чорний пішак · g7 чорний пішак · b6 білий пішак · g6 білий пішак · d5 білий кінь · f5 білий пішак · a4 чорний пішак · c4 чорний король · e4 чорний пішак · a3 чорний пішак · e3 білий слон · g3 чорний пішак · h3 білий ферзь · a2 білий пішак · b2 чорний пішак · g2 білий пішак · b1 білий король | 8 |
| 7 | b7 чорний пішак · g7 чорний пішак · b6 білий пішак · g6 білий пішак · d5 білий кінь · f5 білий пішак · a4 чорний пішак · c4 чорний король · e4 чорний пішак · a3 чорний пішак · e3 білий слон · g3 чорний пішак · h3 білий ферзь · a2 білий пішак · b2 чорний пішак · g2 білий пішак · b1 білий король | b7 чорний пішак · g7 чорний пішак · b6 білий пішак · g6 білий пішак · d5 білий кінь · f5 білий пішак · a4 чорний пішак · c4 чорний король · e4 чорний пішак · a3 чорний пішак · e3 білий слон · g3 чорний пішак · h3 білий ферзь · a2 білий пішак · b2 чорний пішак · g2 білий пішак · b1 білий король | b7 чорний пішак · g7 чорний пішак · b6 білий пішак · g6 білий пішак · d5 білий кінь · f5 білий пішак · a4 чорний пішак · c4 чорний король · e4 чорний пішак · a3 чорний пішак · e3 білий слон · g3 чорний пішак · h3 білий ферзь · a2 білий пішак · b2 чорний пішак · g2 білий пішак · b1 білий король | b7 чорний пішак · g7 чорний пішак · b6 білий пішак · g6 білий пішак · d5 білий кінь · f5 білий пішак · a4 чорний пішак · c4 чорний король · e4 чорний пішак · a3 чорний пішак · e3 білий слон · g3 чорний пішак · h3 білий ферзь · a2 білий пішак · b2 чорний пішак · g2 білий пішак · b1 білий король | b7 чорний пішак · g7 чорний пішак · b6 білий пішак · g6 білий пішак · d5 білий кінь · f5 білий пішак · a4 чорний пішак · c4 чорний король · e4 чорний пішак · a3 чорний пішак · e3 білий слон · g3 чорний пішак · h3 білий ферзь · a2 білий пішак · b2 чорний пішак · g2 білий пішак · b1 білий король | b7 чорний пішак · g7 чорний пішак · b6 білий пішак · g6 білий пішак · d5 білий кінь · f5 білий пішак · a4 чорний пішак · c4 чорний король · e4 чорний пішак · a3 чорний пішак · e3 білий слон · g3 чорний пішак · h3 білий ферзь · a2 білий пішак · b2 чорний пішак · g2 білий пішак · b1 білий король | b7 чорний пішак · g7 чорний пішак · b6 білий пішак · g6 білий пішак · d5 білий кінь · f5 білий пішак · a4 чорний пішак · c4 чорний король · e4 чорний пішак · a3 чорний пішак · e3 білий слон · g3 чорний пішак · h3 білий ферзь · a2 білий пішак · b2 чорний пішак · g2 білий пішак · b1 білий король | b7 чорний пішак · g7 чорний пішак · b6 білий пішак · g6 білий пішак · d5 білий кінь · f5 білий пішак · a4 чорний пішак · c4 чорний король · e4 чорний пішак · a3 чорний пішак · e3 білий слон · g3 чорний пішак · h3 білий ферзь · a2 білий пішак · b2 чорний пішак · g2 білий пішак · b1 білий король | 7 |
| 6 | b7 чорний пішак · g7 чорний пішак · b6 білий пішак · g6 білий пішак · d5 білий кінь · f5 білий пішак · a4 чорний пішак · c4 чорний король · e4 чорний пішак · a3 чорний пішак · e3 білий слон · g3 чорний пішак · h3 білий ферзь · a2 білий пішак · b2 чорний пішак · g2 білий пішак · b1 білий король | b7 чорний пішак · g7 чорний пішак · b6 білий пішак · g6 білий пішак · d5 білий кінь · f5 білий пішак · a4 чорний пішак · c4 чорний король · e4 чорний пішак · a3 чорний пішак · e3 білий слон · g3 чорний пішак · h3 білий ферзь · a2 білий пішак · b2 чорний пішак · g2 білий пішак · b1 білий король | b7 чорний пішак · g7 чорний пішак · b6 білий пішак · g6 білий пішак · d5 білий кінь · f5 білий пішак · a4 чорний пішак · c4 чорний король · e4 чорний пішак · a3 чорний пішак · e3 білий слон · g3 чорний пішак · h3 білий ферзь · a2 білий пішак · b2 чорний пішак · g2 білий пішак · b1 білий король | b7 чорний пішак · g7 чорний пішак · b6 білий пішак · g6 білий пішак · d5 білий кінь · f5 білий пішак · a4 чорний пішак · c4 чорний король · e4 чорний пішак · a3 чорний пішак · e3 білий слон · g3 чорний пішак · h3 білий ферзь · a2 білий пішак · b2 чорний пішак · g2 білий пішак · b1 білий король | b7 чорний пішак · g7 чорний пішак · b6 білий пішак · g6 білий пішак · d5 білий кінь · f5 білий пішак · a4 чорний пішак · c4 чорний король · e4 чорний пішак · a3 чорний пішак · e3 білий слон · g3 чорний пішак · h3 білий ферзь · a2 білий пішак · b2 чорний пішак · g2 білий пішак · b1 білий король | b7 чорний пішак · g7 чорний пішак · b6 білий пішак · g6 білий пішак · d5 білий кінь · f5 білий пішак · a4 чорний пішак · c4 чорний король · e4 чорний пішак · a3 чорний пішак · e3 білий слон · g3 чорний пішак · h3 білий ферзь · a2 білий пішак · b2 чорний пішак · g2 білий пішак · b1 білий король | b7 чорний пішак · g7 чорний пішак · b6 білий пішак · g6 білий пішак · d5 білий кінь · f5 білий пішак · a4 чорний пішак · c4 чорний король · e4 чорний пішак · a3 чорний пішак · e3 білий слон · g3 чорний пішак · h3 білий ферзь · a2 білий пішак · b2 чорний пішак · g2 білий пішак · b1 білий король | b7 чорний пішак · g7 чорний пішак · b6 білий пішак · g6 білий пішак · d5 білий кінь · f5 білий пішак · a4 чорний пішак · c4 чорний король · e4 чорний пішак · a3 чорний пішак · e3 білий слон · g3 чорний пішак · h3 білий ферзь · a2 білий пішак · b2 чорний пішак · g2 білий пішак · b1 білий король | 6 |
| 5 | b7 чорний пішак · g7 чорний пішак · b6 білий пішак · g6 білий пішак · d5 білий кінь · f5 білий пішак · a4 чорний пішак · c4 чорний король · e4 чорний пішак · a3 чорний пішак · e3 білий слон · g3 чорний пішак · h3 білий ферзь · a2 білий пішак · b2 чорний пішак · g2 білий пішак · b1 білий король | b7 чорний пішак · g7 чорний пішак · b6 білий пішак · g6 білий пішак · d5 білий кінь · f5 білий пішак · a4 чорний пішак · c4 чорний король · e4 чорний пішак · a3 чорний пішак · e3 білий слон · g3 чорний пішак · h3 білий ферзь · a2 білий пішак · b2 чорний пішак · g2 білий пішак · b1 білий король | b7 чорний пішак · g7 чорний пішак · b6 білий пішак · g6 білий пішак · d5 білий кінь · f5 білий пішак · a4 чорний пішак · c4 чорний король · e4 чорний пішак · a3 чорний пішак · e3 білий слон · g3 чорний пішак · h3 білий ферзь · a2 білий пішак · b2 чорний пішак · g2 білий пішак · b1 білий король | b7 чорний пішак · g7 чорний пішак · b6 білий пішак · g6 білий пішак · d5 білий кінь · f5 білий пішак · a4 чорний пішак · c4 чорний король · e4 чорний пішак · a3 чорний пішак · e3 білий слон · g3 чорний пішак · h3 білий ферзь · a2 білий пішак · b2 чорний пішак · g2 білий пішак · b1 білий король | b7 чорний пішак · g7 чорний пішак · b6 білий пішак · g6 білий пішак · d5 білий кінь · f5 білий пішак · a4 чорний пішак · c4 чорний король · e4 чорний пішак · a3 чорний пішак · e3 білий слон · g3 чорний пішак · h3 білий ферзь · a2 білий пішак · b2 чорний пішак · g2 білий пішак · b1 білий король | b7 чорний пішак · g7 чорний пішак · b6 білий пішак · g6 білий пішак · d5 білий кінь · f5 білий пішак · a4 чорний пішак · c4 чорний король · e4 чорний пішак · a3 чорний пішак · e3 білий слон · g3 чорний пішак · h3 білий ферзь · a2 білий пішак · b2 чорний пішак · g2 білий пішак · b1 білий король | b7 чорний пішак · g7 чорний пішак · b6 білий пішак · g6 білий пішак · d5 білий кінь · f5 білий пішак · a4 чорний пішак · c4 чорний король · e4 чорний пішак · a3 чорний пішак · e3 білий слон · g3 чорний пішак · h3 білий ферзь · a2 білий пішак · b2 чорний пішак · g2 білий пішак · b1 білий король | b7 чорний пішак · g7 чорний пішак · b6 білий пішак · g6 білий пішак · d5 білий кінь · f5 білий пішак · a4 чорний пішак · c4 чорний король · e4 чорний пішак · a3 чорний пішак · e3 білий слон · g3 чорний пішак · h3 білий ферзь · a2 білий пішак · b2 чорний пішак · g2 білий пішак · b1 білий король | 5 |
| 4 | b7 чорний пішак · g7 чорний пішак · b6 білий пішак · g6 білий пішак · d5 білий кінь · f5 білий пішак · a4 чорний пішак · c4 чорний король · e4 чорний пішак · a3 чорний пішак · e3 білий слон · g3 чорний пішак · h3 білий ферзь · a2 білий пішак · b2 чорний пішак · g2 білий пішак · b1 білий король | b7 чорний пішак · g7 чорний пішак · b6 білий пішак · g6 білий пішак · d5 білий кінь · f5 білий пішак · a4 чорний пішак · c4 чорний король · e4 чорний пішак · a3 чорний пішак · e3 білий слон · g3 чорний пішак · h3 білий ферзь · a2 білий пішак · b2 чорний пішак · g2 білий пішак · b1 білий король | b7 чорний пішак · g7 чорний пішак · b6 білий пішак · g6 білий пішак · d5 білий кінь · f5 білий пішак · a4 чорний пішак · c4 чорний король · e4 чорний пішак · a3 чорний пішак · e3 білий слон · g3 чорний пішак · h3 білий ферзь · a2 білий пішак · b2 чорний пішак · g2 білий пішак · b1 білий король | b7 чорний пішак · g7 чорний пішак · b6 білий пішак · g6 білий пішак · d5 білий кінь · f5 білий пішак · a4 чорний пішак · c4 чорний король · e4 чорний пішак · a3 чорний пішак · e3 білий слон · g3 чорний пішак · h3 білий ферзь · a2 білий пішак · b2 чорний пішак · g2 білий пішак · b1 білий король | b7 чорний пішак · g7 чорний пішак · b6 білий пішак · g6 білий пішак · d5 білий кінь · f5 білий пішак · a4 чорний пішак · c4 чорний король · e4 чорний пішак · a3 чорний пішак · e3 білий слон · g3 чорний пішак · h3 білий ферзь · a2 білий пішак · b2 чорний пішак · g2 білий пішак · b1 білий король | b7 чорний пішак · g7 чорний пішак · b6 білий пішак · g6 білий пішак · d5 білий кінь · f5 білий пішак · a4 чорний пішак · c4 чорний король · e4 чорний пішак · a3 чорний пішак · e3 білий слон · g3 чорний пішак · h3 білий ферзь · a2 білий пішак · b2 чорний пішак · g2 білий пішак · b1 білий король | b7 чорний пішак · g7 чорний пішак · b6 білий пішак · g6 білий пішак · d5 білий кінь · f5 білий пішак · a4 чорний пішак · c4 чорний король · e4 чорний пішак · a3 чорний пішак · e3 білий слон · g3 чорний пішак · h3 білий ферзь · a2 білий пішак · b2 чорний пішак · g2 білий пішак · b1 білий король | b7 чорний пішак · g7 чорний пішак · b6 білий пішак · g6 білий пішак · d5 білий кінь · f5 білий пішак · a4 чорний пішак · c4 чорний король · e4 чорний пішак · a3 чорний пішак · e3 білий слон · g3 чорний пішак · h3 білий ферзь · a2 білий пішак · b2 чорний пішак · g2 білий пішак · b1 білий король | 4 |
| 3 | b7 чорний пішак · g7 чорний пішак · b6 білий пішак · g6 білий пішак · d5 білий кінь · f5 білий пішак · a4 чорний пішак · c4 чорний король · e4 чорний пішак · a3 чорний пішак · e3 білий слон · g3 чорний пішак · h3 білий ферзь · a2 білий пішак · b2 чорний пішак · g2 білий пішак · b1 білий король | b7 чорний пішак · g7 чорний пішак · b6 білий пішак · g6 білий пішак · d5 білий кінь · f5 білий пішак · a4 чорний пішак · c4 чорний король · e4 чорний пішак · a3 чорний пішак · e3 білий слон · g3 чорний пішак · h3 білий ферзь · a2 білий пішак · b2 чорний пішак · g2 білий пішак · b1 білий король | b7 чорний пішак · g7 чорний пішак · b6 білий пішак · g6 білий пішак · d5 білий кінь · f5 білий пішак · a4 чорний пішак · c4 чорний король · e4 чорний пішак · a3 чорний пішак · e3 білий слон · g3 чорний пішак · h3 білий ферзь · a2 білий пішак · b2 чорний пішак · g2 білий пішак · b1 білий король | b7 чорний пішак · g7 чорний пішак · b6 білий пішак · g6 білий пішак · d5 білий кінь · f5 білий пішак · a4 чорний пішак · c4 чорний король · e4 чорний пішак · a3 чорний пішак · e3 білий слон · g3 чорний пішак · h3 білий ферзь · a2 білий пішак · b2 чорний пішак · g2 білий пішак · b1 білий король | b7 чорний пішак · g7 чорний пішак · b6 білий пішак · g6 білий пішак · d5 білий кінь · f5 білий пішак · a4 чорний пішак · c4 чорний король · e4 чорний пішак · a3 чорний пішак · e3 білий слон · g3 чорний пішак · h3 білий ферзь · a2 білий пішак · b2 чорний пішак · g2 білий пішак · b1 білий король | b7 чорний пішак · g7 чорний пішак · b6 білий пішак · g6 білий пішак · d5 білий кінь · f5 білий пішак · a4 чорний пішак · c4 чорний король · e4 чорний пішак · a3 чорний пішак · e3 білий слон · g3 чорний пішак · h3 білий ферзь · a2 білий пішак · b2 чорний пішак · g2 білий пішак · b1 білий король | b7 чорний пішак · g7 чорний пішак · b6 білий пішак · g6 білий пішак · d5 білий кінь · f5 білий пішак · a4 чорний пішак · c4 чорний король · e4 чорний пішак · a3 чорний пішак · e3 білий слон · g3 чорний пішак · h3 білий ферзь · a2 білий пішак · b2 чорний пішак · g2 білий пішак · b1 білий король | b7 чорний пішак · g7 чорний пішак · b6 білий пішак · g6 білий пішак · d5 білий кінь · f5 білий пішак · a4 чорний пішак · c4 чорний король · e4 чорний пішак · a3 чорний пішак · e3 білий слон · g3 чорний пішак · h3 білий ферзь · a2 білий пішак · b2 чорний пішак · g2 білий пішак · b1 білий король | 3 |
| 2 | b7 чорний пішак · g7 чорний пішак · b6 білий пішак · g6 білий пішак · d5 білий кінь · f5 білий пішак · a4 чорний пішак · c4 чорний король · e4 чорний пішак · a3 чорний пішак · e3 білий слон · g3 чорний пішак · h3 білий ферзь · a2 білий пішак · b2 чорний пішак · g2 білий пішак · b1 білий король | b7 чорний пішак · g7 чорний пішак · b6 білий пішак · g6 білий пішак · d5 білий кінь · f5 білий пішак · a4 чорний пішак · c4 чорний король · e4 чорний пішак · a3 чорний пішак · e3 білий слон · g3 чорний пішак · h3 білий ферзь · a2 білий пішак · b2 чорний пішак · g2 білий пішак · b1 білий король | b7 чорний пішак · g7 чорний пішак · b6 білий пішак · g6 білий пішак · d5 білий кінь · f5 білий пішак · a4 чорний пішак · c4 чорний король · e4 чорний пішак · a3 чорний пішак · e3 білий слон · g3 чорний пішак · h3 білий ферзь · a2 білий пішак · b2 чорний пішак · g2 білий пішак · b1 білий король | b7 чорний пішак · g7 чорний пішак · b6 білий пішак · g6 білий пішак · d5 білий кінь · f5 білий пішак · a4 чорний пішак · c4 чорний король · e4 чорний пішак · a3 чорний пішак · e3 білий слон · g3 чорний пішак · h3 білий ферзь · a2 білий пішак · b2 чорний пішак · g2 білий пішак · b1 білий король | b7 чорний пішак · g7 чорний пішак · b6 білий пішак · g6 білий пішак · d5 білий кінь · f5 білий пішак · a4 чорний пішак · c4 чорний король · e4 чорний пішак · a3 чорний пішак · e3 білий слон · g3 чорний пішак · h3 білий ферзь · a2 білий пішак · b2 чорний пішак · g2 білий пішак · b1 білий король | b7 чорний пішак · g7 чорний пішак · b6 білий пішак · g6 білий пішак · d5 білий кінь · f5 білий пішак · a4 чорний пішак · c4 чорний король · e4 чорний пішак · a3 чорний пішак · e3 білий слон · g3 чорний пішак · h3 білий ферзь · a2 білий пішак · b2 чорний пішак · g2 білий пішак · b1 білий король | b7 чорний пішак · g7 чорний пішак · b6 білий пішак · g6 білий пішак · d5 білий кінь · f5 білий пішак · a4 чорний пішак · c4 чорний король · e4 чорний пішак · a3 чорний пішак · e3 білий слон · g3 чорний пішак · h3 білий ферзь · a2 білий пішак · b2 чорний пішак · g2 білий пішак · b1 білий король | b7 чорний пішак · g7 чорний пішак · b6 білий пішак · g6 білий пішак · d5 білий кінь · f5 білий пішак · a4 чорний пішак · c4 чорний король · e4 чорний пішак · a3 чорний пішак · e3 білий слон · g3 чорний пішак · h3 білий ферзь · a2 білий пішак · b2 чорний пішак · g2 білий пішак · b1 білий король | 2 |
| 1 | b7 чорний пішак · g7 чорний пішак · b6 білий пішак · g6 білий пішак · d5 білий кінь · f5 білий пішак · a4 чорний пішак · c4 чорний король · e4 чорний пішак · a3 чорний пішак · e3 білий слон · g3 чорний пішак · h3 білий ферзь · a2 білий пішак · b2 чорний пішак · g2 білий пішак · b1 білий король | b7 чорний пішак · g7 чорний пішак · b6 білий пішак · g6 білий пішак · d5 білий кінь · f5 білий пішак · a4 чорний пішак · c4 чорний король · e4 чорний пішак · a3 чорний пішак · e3 білий слон · g3 чорний пішак · h3 білий ферзь · a2 білий пішак · b2 чорний пішак · g2 білий пішак · b1 білий король | b7 чорний пішак · g7 чорний пішак · b6 білий пішак · g6 білий пішак · d5 білий кінь · f5 білий пішак · a4 чорний пішак · c4 чорний король · e4 чорний пішак · a3 чорний пішак · e3 білий слон · g3 чорний пішак · h3 білий ферзь · a2 білий пішак · b2 чорний пішак · g2 білий пішак · b1 білий король | b7 чорний пішак · g7 чорний пішак · b6 білий пішак · g6 білий пішак · d5 білий кінь · f5 білий пішак · a4 чорний пішак · c4 чорний король · e4 чорний пішак · a3 чорний пішак · e3 білий слон · g3 чорний пішак · h3 білий ферзь · a2 білий пішак · b2 чорний пішак · g2 білий пішак · b1 білий король | b7 чорний пішак · g7 чорний пішак · b6 білий пішак · g6 білий пішак · d5 білий кінь · f5 білий пішак · a4 чорний пішак · c4 чорний король · e4 чорний пішак · a3 чорний пішак · e3 білий слон · g3 чорний пішак · h3 білий ферзь · a2 білий пішак · b2 чорний пішак · g2 білий пішак · b1 білий король | b7 чорний пішак · g7 чорний пішак · b6 білий пішак · g6 білий пішак · d5 білий кінь · f5 білий пішак · a4 чорний пішак · c4 чорний король · e4 чорний пішак · a3 чорний пішак · e3 білий слон · g3 чорний пішак · h3 білий ферзь · a2 білий пішак · b2 чорний пішак · g2 білий пішак · b1 білий король | b7 чорний пішак · g7 чорний пішак · b6 білий пішак · g6 білий пішак · d5 білий кінь · f5 білий пішак · a4 чорний пішак · c4 чорний король · e4 чорний пішак · a3 чорний пішак · e3 білий слон · g3 чорний пішак · h3 білий ферзь · a2 білий пішак · b2 чорний пішак · g2 білий пішак · b1 білий король | b7 чорний пішак · g7 чорний пішак · b6 білий пішак · g6 білий пішак · d5 білий кінь · f5 білий пішак · a4 чорний пішак · c4 чорний король · e4 чорний пішак · a3 чорний пішак · e3 білий слон · g3 чорний пішак · h3 білий ферзь · a2 білий пішак · b2 чорний пішак · g2 білий пішак · b1 білий король | 1 |
|   | a | b | c | d | e | f | g | h |   |

У 1936 році оголошено конкурс, присвячений III міжнародному турніру в Москві. Андрій Нємцов успішно виступив у розділі 4-ходівок: його задачу відзначили 4-им призом (див. діаграму). Відтоді почав працювати значно активніше в галузі шахової композиції. Складав переважно 3-ходові та багатоходові задачі з невеликою кількістю матеріялу та правильними матами. Композиції Нємцова вирізняються бездоганним ефектним першим ходом, який часто дуже складно знайти, сильними хибними слідами, красивими матовими ходами. Його задачі прості ззовні, але насичені багатством ідей. Усього створив близько 400 задач.
Після радянсько-німецької війни переведений на роботу в Міністерство чорної металургії СРСР. У Москві він продовжував творчу роботу, брав участь у різноманістих змаганнях: у II Всесоюзній першості посів 4-е місце у розділі 3-ходівок, а в III першості СРСР переміг у розділі 4-ходівок і багатоходівок.
Відомою свого часу стала задача, що перемогла в першості СРСР 1952 року (див. діаграму), а ще до того поділила 1-2-й приз у конкурсі журналу «Шахматы в СССР» (1946-1947). У ній наведено тільки правильні мати. 1.Фh7! Крd3 2.Фh8! Крe2 3.Фh1! або 2… Крc4 3. Фe8!; 1…Кр:d5 2.Фg8+ Крc6 3.Фe8+; 1… Крb5 2.Ф:g7 Крa5 Фc3+. Не можна грати 1.Фh8? через 1… Крd3!, і білі в цугцвангу, а у випадку 1.Фh7! Крd3 2. Фh8! у цугцвангу чорні. Рухи білого ферзя у задачі гарні й важкі.